# Poematy Cypriana Kamila Norwida

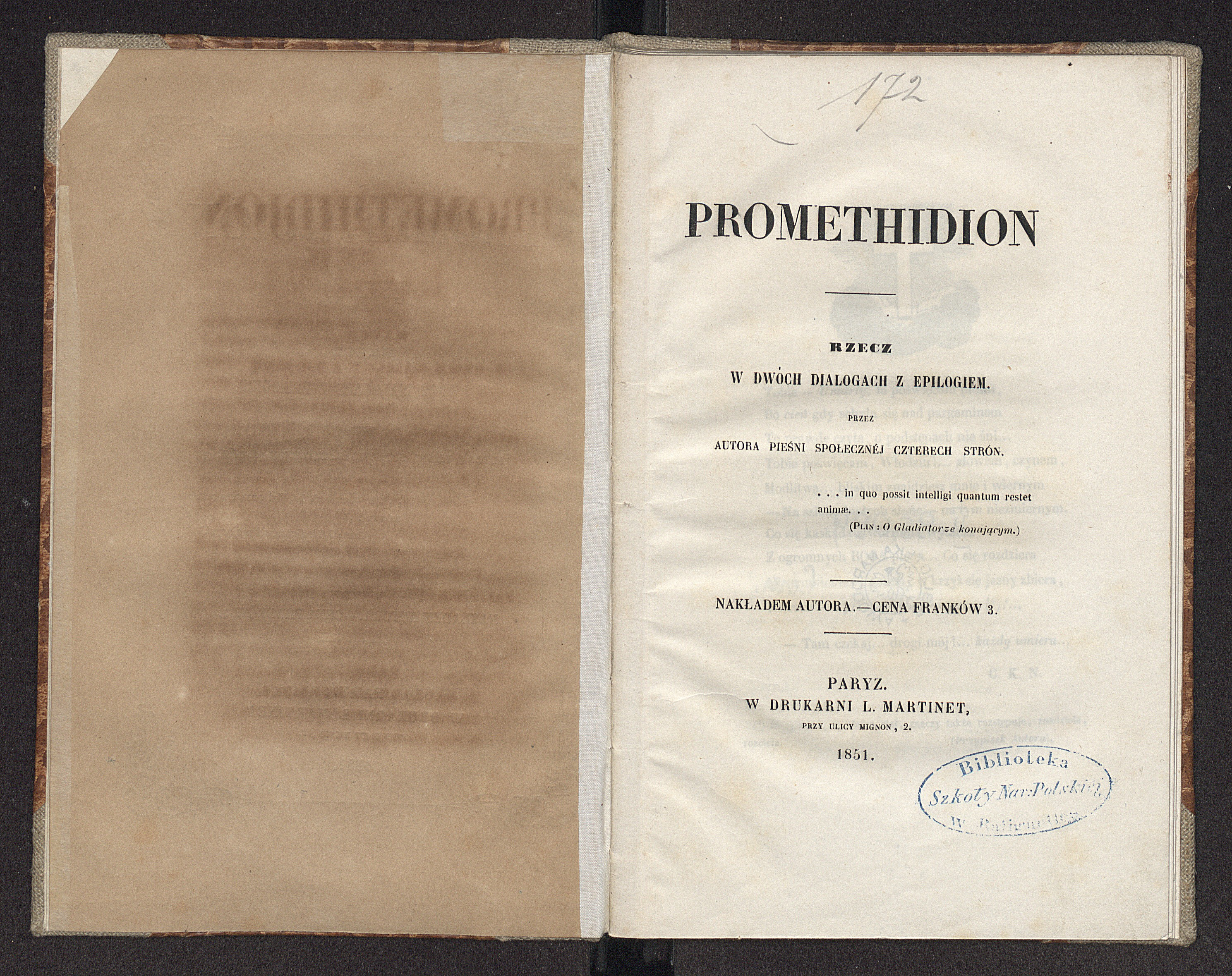
Strona tytułowa Promethidiona z 1851.

Poematy Cypriana Kamila Norwida – korpus dłuższych utworów poetyckich autorstwa Cypriana Kamila Norwida o charakterze epickim, dydaktycznym lub epicko-dydaktycznym z domieszką elementów lirycznych, liczący od 18 do 26 utworów, w tym trzy zaginione.

## Zestawienie poematów Norwida
| Tytuł                                             | Uwagi        | Data powstania | Data wydania | Liczba wersów |
| ------------------------------------------------- | ------------ | -------------- | ------------ | ------------- |
| Wesele                                            | Powieść      | 1847           | 1912         | 149           |
| Vittoria Colonna                                  | zaginiony    | 1847           |              |               |
| Pieśni społecznej cztery stron                    |              | 1848           | 1849         | 408           |
| Pompeja                                           |              | 1848 lub 1849  | 1853         | 177           |
| Niewola                                           | Rapsod       | 1849           | 1864         | 500           |
| Promethidion. Rzecz w dwóch dialogach z epilogiem |              | 1847-1850      | 1851         | 635           |
| Psalmów-psalm                                     |              | 1850           | 1933         | 278           |
| Ziemia                                            | fragment     | 1850           | 1912         | 91            |
| Pięć zarysów obyczajowych                         |              | 1847-1852      | 1863         | 722           |
| Salem                                             |              | 1852           | 1933         | 256           |
| Szczesna                                          | Powieść      | 1854           | 1859         | 300           |
| Epimenides                                        | Przypowieść  | 1854           | 1863         | 241           |
| Wędrowny sztukmistrz                              | fragment     | 1855           | 1915         | 172           |
| Wita-Stosa pamięci estetycznych zarysów siedem    |              | 1856           | 1856         | 144           |
| Echa                                              | Fantazja     | 1856           | 1937         | 67            |
| Quidam                                            | Przypowieść  | 1855-1857      | 1863         | 3837          |
| Cienie                                            | zaginiony    | 1856-1857      |              |               |
| Garstka piasku                                    |              | 1858-1859      | 1859         |               |
| Fulminant                                         | Rapsod       | 1863           | 1864         | 196           |
| Fortepian Szopena                                 |              | 1863-1864      | 1865         | 117           |
| Rzecz o wolności słowa                            |              | 1869           | 1869         | 1296          |
| Assunta                                           |              | 1870           | 1907         | 640           |
| Emil na Gozdawiu                                  | niekompletny | 1871           | 1915         | 195           |
| A Dorio ad Phrygium                               | niekompletny | 1871           | 1915         | 391           |
| Co słychać? i co począć?                          | humoreska    | 1876           | 1961         | 134           |
| Milczenie                                         | zaginiony    | 1882           |              |               |

## Kanon poematów
Norwid swoje poematy określał różnie: poema, rapsod, powieść, przypowieść, rzecz. Pierwsi wydawcy postępowali z nimi różnie. Przesmycki w swych wydaniach zbiorowych grupował utwory poety chronologiczno-tematycznie, niezależnie od ich gatunku literackiego. Pini w wydaniu z 1922 wydzielił grupę poematów, do których zaliczył jednak tylko: Ziemię, Szczesną, Quidama, Assuntę, Emila na Gozdawiu i A Dorio ad Phrygium. Resztę dołączył do drobnych utworów wierszowanych albo rozpraw. Stopniowo jednak zaczęła narastać świadomość istnienia w spuściźnie Norwidowej sporej ilości poematów. Dopiero jednak J. W. Gomulicki zestawił korpus poematów Norwida i utrwalił go w wydaniu Pism wszystkich z 1971. Gomulicki zaliczył do nich 23 utwory istniejące i 3 zaginione. Autorzy wydania Poematów z lat 2009-2011 za poemat uznali tylko utwór wierszowany, stąd wykluczyli ze swego zbioru Garstkę piasku, która została zaliczona do prozy artystycznej. Nie uznali za poematy również poematów cyklicznych o luźniejszej kompozycji takich jak: Wita-Stosa pamięci estetycznych zarysów siedem, Ech i humoreski Co słychać? i co począć?, które znalazły się wśród wierszy. Tam również jako element XCIX zbioru Vade-mecum znalazł się również Fortepian Szopena ogłoszony przez Norwida w 1865 jako poemat. Za poematy uznali więc ostatecznie 18 utworów istniejących.

## Czas powstania poematów

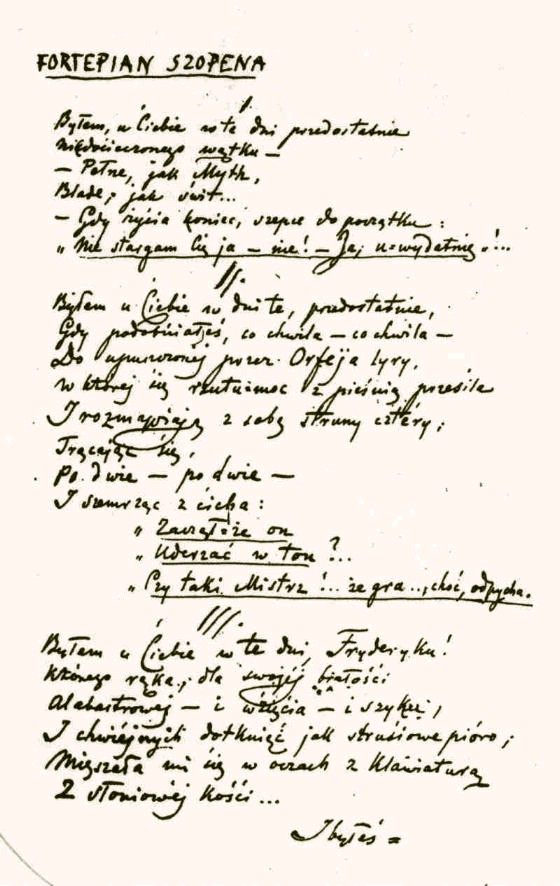
Rękopis Fortepianu Szopena.

Najbardziej płodny był pierwszy okres od 1847 do wyjazdu do Ameryki w 1854. Powstały wówczas poematy fabularne: Wesele (1847), Vittoria Colonna (1847), Pompeja (1848/1849) i Ziemia (Komedii Danta czwarty tom, 1850) oraz refleksyjno-dyskursywne: Pieśń społeczna  w trzech częściach: Pieśni społecznej cztery stron (1848), Niewola (1849) i Psalmów-psalm (1850), Promethidion (1847-1850), Pięć zarysów obyczajowych (1847-1852) i Salem (1852).
W latach 50., po powrocie z Ameryki, powstawały głównie poematy fabularne: Szczesna (1854), Epimenides (1854), Wędrowny sztukmistrz (1855), Cienie (1856-1857), najobszerniejszy z poematów Norwida, liczący blisko 4000 wierszy Quidam (1855-1857) i napisana prozą poetycką Garstka piasku (1858-1859) oraz dwa poematy cykliczne Wita-Stosa pamięci estetycznych zarysów siedem i Echa (obydwa 1856).
W latach 60., po powstaniu styczniowym, powstały dwa poematy dyskursywne: Fulminant (1863) i Rzecz o wolności słowa (1869) oraz zagadkowy Fortepian Szopena (1863-1864).
W ostatnich latach życia poety powstały: Assunta (1870), Emil na Gozdawiu (1870), A Dorio ad Phrygium (1871), Co słychać? i co począć? (1876) i zaginione Milczenie (1882).

## Publikacja
Norwidowi udało się opublikować za życia większość swoich poematów, choć często w niewielkich nakładach i w różnych punktach Europy. Jako pierwsze ukazały się poematy dyskursywne, które ze względu na formę i treść stały się przyczyną zmasowanych napaści na poetę: Pieśni społecznej cztery stron (Poznań, 1849) i Promethidion (Paryż, 1851). W 1853 roku w Pokłosiu Edmunda Bojanowskiego, bez wiedzy autora, ukazała się Pompeja.
Po powrocie z Ameryki Norwid opublikował w 1856 w krakowskim Czasie: Wita-Stosa pamięci estetycznych zarysów siedem. Trzy lata później ukazały się: w Petersburgu u Wolffa Szczesna, a w Paryżu, nakładem przyjaciół, w niewielkiej liczbie egzemplarzy Garstka piasku. 
Najwięcej swoich poematów Norwid opublikował w latach 60. Ukazały się wtedy (1863) w zbiorowym wydaniu Poezyj w Lipsku u Brockhausa: Quidam, Pięć zarysów obyczajowych i Epimenides. W 1864 również u Brockhausa zostały wydane Niewola i Fulminant. W 1865 Fortepian Szopena, a w 1869 Rzecz o wolności słowa. 
Pośmiertnie, przed I wojną światową, ukazała się Assunta w 1907 we lwowskim Przewodniku naukowym i literackim staraniem profesora Kallenbacha. W 1912 w wydaniu Pism zebranych Przesmycki opublikował Wesele i fragment Ziemi. W 1915, w kolejnych zeszytach warszawskiej Myśli Polskiej, wydał zachowane we fragmentach poematy: Wędrowny sztukmistrz, Emil na Gozdawiu i A Dorio ad Phrygium. W latach 30. ukazały się jeszcze w 1933 Psalmów- psalm i Salem, a w 1937 Echa. Ostatnim z dotychczas opublikowanych poematów jest Co słychać? i co począć? wydany przez J. W. Gomulickiego w 1956 w Okruchach poetyckich i dramatycznych. 

## Poematy zaginione
Najstarszy z zaginionych poematów Vittoria Colonna powstał prawdopodobnie we Włoszech w 1847. Bohaterką  utworu była włoska arystokratka żyjąca w epoce Odrodzenia, tematem jej platoniczny związek z Michałem Aniołem. Utwór poprzez braci Koźmianów trafił do Edmunda Bojanowskiego, u którego pozostawał do 1859. Bojanowski przesłał go wtedy do księgarza poznańskiego Jana Konstantego Żupańskiego. Nie wiadomo co się z nim potem stało. 
Drugi z zaginionych poematów Cienie powstał w latach 1856-1857. Wiązał się z jednej strony z cieniami zmarłych błądzącymi po Polach Elizejskich oraz z osobliwymi "cieniami" współczesnych, żyjących ale równocześnie "umarłych". Poemat tak się spodobał Teofilowi Lenartowiczowi, że podjął się go wydać i po drodze gdzieś go zagubił.
Ostatnim zaginionym poematem Norwida jest Milczenie napisane w 1882 na marginesie obszernego traktatu pod tym samym tytułem. Poemat prawdopodobnie nie został przez autora ukończony. Niczego nie wiadomo o okolicznościach jego zagubienia bądź zniszczenia.

## Klasyfikacja
Pierwszą obszerniejszą próbę klasyfikacji poematów Norwida przeprowadził J. W. Gomulicki w 1968 przy okazji wydania Utworów zebranych poety. Podzielił wówczas jego poematy na pięć grup głównie wedle ich tematyki i częściowo według rodzaju. Do pierwszej grupy przypisał utwory najbardziej poetyckie i jednocześnie intymne: Wesele, Pompeję, Szczesną, Epimenidesa, Wędrownego sztukmistrza, Echa, Garstkę piasku, Assuntę i A Dorio ad Phrygium. W drugiej grupie poematów historycznych znalazł się Quidam, w trzeciej utworów o tematyce estetycznej –Promethidion i Rzecz  o wolności słowa, w czwartej polityczno-społecznej – trzy części Pieśni społecznej, Niewola i Fulminant, w ostatniej – przekłady.
Przed koniecznością całościowej klasyfikacji stanął Gomulicki w 1971, przygotowując trzeci tom Pism wszystkich. Zredukował wówczas liczbę kategorii do czterech i przyjął bardziej jednorodną zasadę podziału. Do pierwszej grupy zaliczył dwanaście poematów epickich o wyraźnej, swobodnej fabule i silnym elemencie lirycznym: Wesele, Pompeję, Szczesną, Epimenidesa, Wędrownego sztukmistrza, Quidama, Garstkę piasku, Fortepian Szopena, Assuntę, Emila na Gozdawiu, A Dorio ad Phrygium i Co słychać? i co począć? W drugiej grupie poematów dydaktycznych, a ściślej traktatów polityczno-społecznych znalazło się sześć utworów: trzy części Pieśni społecznej (Pieśni społecznej cztery stron, Niewola i Psalmów-psalm), Promethidion, Fulminant i Rzecz o wolności słowa. W trzeciej grupie umieścił pięć utworów cyklicznych: Pięć zarysów obyczajowych, Salem, Wita-Stosa pamięci estetycznych zarysów siedem, Echa i Co słychać? i co począć? Czwarta grupa objęła przekłady.
Autorzy wydania lubelskiego poematów podzielili je na dwie grupy: fabularne i refleksyjno-dyskursywne. Do pierwszej zaliczyli Gomulickiego grupę pierwszą i czwartą, do drugiej – drugą i trzecią. 